# Thomas Wärfman
Thomas Wärfman, född 20 november 1962 i Lindesberg, Örebro län, är en svensk präst.

## Biografi
Thomas Wärfman föddes 1962 i Lindesberg. Han studerade vid Uppsala universitet och prästvigdes 1990 i Linköpings domkyrka. Wärfman blev 2014 kyrkoherde i Norrköpings pastorat efter att under några år varit stiftsdirektor i Stockholms stift. Wärfman utsågs 16 december 2021 till domprost i Växjö stift och tillträdde tjänsten i april 2022, efter Christopher Meakin.
Wärfman blev 1 januari 2017 kontraktsprost för Norrköpings kontrakt.